# James Browne (minister)
James Browne (ur. 15 października 1975 w Enniscorthy) – irlandzki polityk, prawnik i samorządowiec, deputowany, od 2025 minister.

## Życiorys
Syn polityka Johna Browne’a. Kształcił się w Waterford Institute of Technology, University College Cork i King’s Inns; podjął praktykę w zawodzie prawnika. Zaangażował się w działalność polityczną w ramach Fianna Fáil. W 2014 został radnym hrabstwa Wexford. W wyborach w 2016 po raz pierwszy uzyskał mandat deputowanego do Dáil Éireann. Z powodzeniem ubiegał się o poselską reelekcję w 2020 i 2024.
W 2020 objął niższe stanowisko rządowe – ministra stanu w departamencie odpowiedzialnym za sprawiedliwość; pełnił tę funkcję w trzech kolejnych gabinetach. W styczniu 2025 w utworzonym wówczas drugim rządzie Micheála Martina został natomiast ministrem mieszkalnictwa, samorządów i dziedzictwa.